# Liste der Zwischenfälle beim Taktischen Luftwaffengeschwader 71 „Richthofen“
Das auf dem Fliegerhorst Wittmundhafen stationierte Taktische Luftwaffengeschwader 71 „Richthofen“ der Luftwaffe wurde am 6. Juni 1959 als Jagdgeschwader 71 auf dem Fliegerhorst Ahlhorn in Dienst gestellt und ab dem 15. März 1963 nach Wittmund verlegt.
Von 1959 bis 1966 war die Canadair Sabre Mk.6 das Hauptwaffensystem des Geschwaders. Ab April 1963 erfolgte die Umrüstung des Geschwaders auf den F-104G Starfighter. Weil die NATO-Assignierung als Tagjäger weiterhin zu erfüllen war, wurde die Sabre parallel zum Starfighter weiter geflogen. Dazu wurde temporär eine dritte Staffel aufgestellt, die aus Oldenburg operierte. Die Einsatzbereitschaft mit dem Starfighter in der Tagjäger-Rolle war Ende September 1964 hergestellt und die Sabres wurden abgegeben. Im Jahre 1973 begann die Umrüstung des Geschwaders auf die F-4F Phantom. Mit deren NATO-Assignierung am 1. April 1975 endete in Wittmund die Starfighter-Ära. Die Phantom wurde in Wittmund bis zu deren Außerdienststellung im Herbst 2013 geflogen, zuletzt nur noch mit einem Bestand von 12 Flugzeugen. Seit Mitte 2013 wird in Wittmund der Eurofighter Typhoon geflogen.
Neben den jeweiligen Hauptwaffensystemen verfügte das Geschwader über eine begrenzte Anzahl weiterer Flugzeuge beispielsweise der Typen T-33A (bis 1975) und Do-28 D-2, die zur Inübunghaltung von Piloten, beziehungsweise als Verbindungsflugzeuge und zum Transport von Material und Personal für den Verband eingesetzt waren.
Im Rahmen des Geschwaderflugbetriebs ereignete sich eine Anzahl von Zwischenfällen mit Flugzeugen. Die nachfolgende chronologische Liste enthält Kurzbeschreibungen von Flugunfällen und Bodenunfällen, bei denen Personen schwer oder tödlich verletzt oder Luftfahrzeuge schwer beschädigt oder zerstört wurden. Seit 1999 fliegt das Geschwader unfallfrei.
- 16. Juli 1959 – Beim Start einer T-33A (Luftfahrzeugkennzeichen JA+395) des Jagdgeschwaders 71 vom Fliegerhorst Ahlhorn gab das Triebwerk nach dem Abheben nicht genügend Leistung ab, um eine sichere Fluggeschwindigkeit zu halten. Beim Versuch einer Bauchlandung auf der verbleibenden Startbahn rutschte das Luftfahrzeug über das Startbahnende hinaus in unbefestigtes Gelände und durchbrach die Umzäunung des Fliegerhorstes. Nachdem das Flugzeug zum Stillstand gekommen war, stiegen beide Piloten unverletzt aus und brachten sich in Sicherheit. Eine Reparatur des Flugzeugs war in Anbetracht es Schadenumfangs unwirtschaftlich, es wurde ausgemustert.[5][6]

- 12. Juni 1960 – Auf dem Rückflug von einem Flugtag auf dem Fliegerhorst Husum zum Heimatflugplatz Ahlhorn trat ein Problem mit dem Schubhebel auf, so dass sich das Triebwerk einer Canadair Sabre Mk. 6 des Jagdgeschwaders 71 (JA+121) nicht mehr regeln ließ. Ein Rettungsausstieg mit dem Schleudersitz misslang, da der Sitz vor dem Start nicht vollständig entsichert worden war. Der Versuch des Piloten mit dem Fallschirm abzuspringen war nicht erfolgreich, er erlitt dabei tödliche Verletzungen. Das Flugzeug stürzte bei Büsum in die Eidermündung und wurde zerstört.[7][8][5]

- 7. Dezember 1960 – In 30.000 Fuß Flughöhe fiel das Triebwerk einer Canadair Sabre Mk.6 des Jagdgeschwaders 71 (JA+239) aus. Der Pilot, ein Fluglehrer der britischen Luftwaffe, rettete sich mit dem Schleudersitz. Das Flugzeug stürzte in der Nähe des Ortsteils Spreda der Gemeinde Langförden ab und wurde zerstört.[5][9][10]

- 12. Januar 1961 – Beim Luftkampftraining kollidierten zwei Canadair Sabre Mk.6 des Jagdgeschwaders 71 in 30.000 ft Flughöhe und wurden zerstört. Der Pilot der JD+240 wurde dabei tödlich verletzt. Der Pilot der JD+249 konnte sich mit dem Schleudersitz retten, wurde jedoch schwer verletzt. Die Luftfahrzeuge schlugen nordöstlich von Nordhorn, die JD-240 bei Hohenkörben, die JD+249 bei Klausheide auf.[11][12][13][14]

- 9. August 1961 – Bei einem Sinkflug nach Sicht kollidierte eine Canadair Sabre Mk.6 des Jagdgeschwaders 71 „Richthofen“ (JA+121)  in 16.000 Fuß Flughöhe mit einer Canadair Sabre Mk. 5 der Waffenschule der Luftwaffe 10 (BB+133), die sich im Instrumentenanflug auf den Militärflugplatz Oldenburg befand. Der Pilot des Jagdflugzeuges wurde bei der Kollision aus seinem Flugzeug geschleudert. Weil dabei Leinen seines Fallschirms rissen, überlebte er nicht. Der Pilot der Waffenschule wurde aus seinem Cockpit geschleudert, konnte jedoch seinen Fallschirm nutzen und überlebte. Beide Luftfahrzeuge stürzten beim Dorf Hölingen südlich von Wildeshausen ab und wurden zerstört.[8][5][15][16]

- 15. Mai 1962 – Bei einer Canadair Sabre Mk.6 des Jagdgeschwaders 71 „Richthofen“ (JA+373) fiel das Triebwerk in ca. 6.000 Fuß Höhe über der Nordsee aus. Das Flugzeug stürzte ca. 22 Kilometer nördlich der Insel Wangerooge ins Meer und wurde zerstört. Es erfolgte kein Rettungsausstieg, der Pilot wurde tödlich verletzt.[8]

- 13. Juni 1962 – In 26.000 Fuß Flughöhe über der Nordsee ging die Nummer 2 einer Formation von vier Canadair Sabre Mk.6 des Jagdgeschwaders 71 „Richthofen“ (JA+231) in einen steilen Sinkflug über. Das Flugzeug stürzte 12 nautische Meilen nordöstlich der Insel Helgoland ins Wasser und wurde zerstört. Der Pilot wurde getötet.[17][8][14]

- 7. August 1963 – Eine Canadair Sabre Mk. 6 des Jagdgeschwaders 71 Richthofen (JA+344) flog zur Zieldarstellung für Richt- und Zielübungen einer Flugabwehrkanoneneinheit simulierte Angriffe auf deren Stellung auf dem Standortübungsplatz Brockzetel. Bei einem Anflug kollidierte das Flugzeug nahe der Stellung mit dem Boden und wurde zerstört, der Pilot getötet. Fünf Soldaten des Luftwaffenflugabwehrbataillons 44 wurden durch Flugzeugteile tödlich verletzt. Weitere Soldaten erlitten zum Teil schwere Verletzungen.[18][19][20][8]

- 28. April 1964 – Nach dem Start vom Fliegerhorst Oldenburg fiel das Triebwerk einer T-33A des Jagdgeschwaders 71 „Richthofen“ (JA+384) in ca. 10.000 Fuß Flughöhe aus. Beide Piloten retteten sich mit ihren Schleudersitzen. Das Flugzeug stürzte bei Sendenhorst im Südosten von Münster ab und wurde zerstört.[21][22]

- 2. Mai 1964 – Bei einer Flugvorführung im Rahmen einer öffentlichen Veranstaltung der US-Streitkräfte in Bremerhaven berührte ein F-104G Starfighter des Jagdgeschwaders 71 „Richthofen“ (JA-106) den Boden und wurde zerstört. Der Pilot, ein amerikanischer Fluglehrer, betätigte den Schleudersitz zu spät und wurde tödlich verletzt.[23][24][25]

- 11. Mai 1964 – Bei einem zu tiefen Landeanflug auf den Militärflugplatz Wittmundhafen kollidierte ein F-104G Starfighter des Jagdgeschwaders 71 „Richthofen“ (JA+232) mit der Anflugbefeuerung. Das Flugzeug wurde zerstört und der Pilot getötet.[26][27]

- 18. Juni 1964 – Nach einer Abfangübung war ein Touch-and-Go auf dem Militärflugplatz Oldenburg geplant, auf dem zu der Zeit die mit Canadair Sabre Mk.6 ausgerüstete 3. Staffel des Jagdgeschwaders 71 „Richthofen“ stationiert war. Nach dem Aufsetzen platzte der Reifen des rechten Hauptfahrwerks der JA+338. Der Pilot entschied sich dazu, das Durchstarten abzubrechen. Das Flugzeug rollte nach rechts versetzt in die Netzfanganlage am Startbahnende ein, wurde herumgerissen, zerbrach und geriet in Brand. Die Pistenbereitschaft der Fliegerhorstfeuerwehr rettete den Piloten aus dem brennenden Wrack. Er überlebte mit schwersten Brandverletzungen.[28][29]

- 7. Juli 1964 – Das Fahrwerk einer Canadair Sabre Mk. 6 des Jagdgeschwaders 71 „Richthofen“ (JA+336) ließ sich nach dem Ausfall einer Hydraulikanlage nicht vollständig ausfahren und auch nicht mehr einfahren. Der Pilot entschied sich das Flugzeug aufzugeben und rettete sich mit dem Schleudersitz. Die führerlose Sabre flog noch ca. 10 km weiter und stürzte bei der Bauerschaft Reitland der ehemaligen Gemeinde Seefeld südwestlich von Nordenham ab.[30][8][14][31]

- 18. März 1965 – Bei einem Startabbruch bei hoher Geschwindigkeit versagte der Bremsschirm eines F-104G Starfighters des Jagdgeschwaders „Richthofen“ (JA+107). Das Seil der Fanganlage riss durch und das Flugzeug rollte mit hoher Geschwindigkeit über das Ende der Startbahn hinaus. Dabei riss das Fahrwerk ab. Der Pilot blieb unversehrt. Der Schaden am Starfighter war so groß, dass er ausgesondert wurde.[32]

- 11. Juni 1965 – Beim Tiefflug flog ein F-104G Starfighter des Jagdgeschwaders 71 „Richthofen“ (JA+235) in niedrige Wolken ein. Vermutlich auf Grund räumlicher Desorientierung des Piloten kollidierte der Starfighter bei Eisbergen südlich von Bückeburg mit dem bewaldeten Hang des Wesergebirges. Der Pilot wurde tödlich verletzt, das Flugzeug zerstört.[33][34][35]

- 14. Oktober 1965 – Beim Hochziehen aus dem Tiefflug brach die Zelle einer T-33A des Jagdgeschwaders 71 „Richthofen“ (JA+396). Das Flugzeug stürzte ca. 9 km südlich Wittmund ab. Beide Piloten starben.[21][36]

- 20. Januar 1966 – Nach Triebwerksproblemen und Schubverlust bei einem Nachprüfflug gab der Pilot eines F-104G Starfighters des Jagdgeschwaders 71 „Richthofen“ der Luftwaffe (JA+123) das Flugzeug auf. Der Starfighter schlug bei Buttforde nordwestlich von Wittmund auf und wurde zerstört. Der Pilot verließ das Flugzeug mit dem Schleudersitz, wurde jedoch bei der Landung mit dem Fallschirm bei starkem Wind über den gefrorenen Boden und durch Hindernisse geschleift und dabei tödlich verletzt.[37][38]

- 18. Juli 1966 – Beim Luft-/Luftschießen auf ein Schleppziel im Schießgebiet nördlich der Insel Helgoland verlor der Pilot eines F-104G Starfighter des Jagdgeschwaders 71 „Richthofen“ (JA+254) die Kontrolle über das Flugzeug. Zwar konnte er den Starfighter mit dem Schleudersitz verlassen, er ertrank jedoch nach seiner Fallschirmlandung in der Nordsee.[39][40]

- 15. August 1967 – Bei einer Landung bei Nacht und schlechter Sicht auf Grund starken Regens kam ein F-104G Starfighter des Jagdgeschwaders 71 „Richthofen“ (JA+240) kurz nach dem Aufsetzen auf dem Militärflugplatz Wittmundhafen seitlich von der Landebahn ab, überschlug sich und blieb auf dem Rücken liegen. Die Fliegerhorstfeuerwehr befreite den Piloten aus dem zerstörten Flugzeug.[41]

- 20. Juni 1968 – Beim Formationsflug in der Platzrunde des Militärflugplatzes Wittmundhafen flog der Pilot eines F-104G Starfighters des Jagdgeschwaders „Richthofen“ (20+09) eine Fassrolle, um seine Position in einer Formation zu wechseln. Dabei verlor er die Kontrolle über das Flugzeug, welches nahe Dornum abstürzte. Er selbst rettete sich mit dem Schleudersitz.[42][43]

- 24. September 1968 – Beim Luftkampftraining verlor der Pilot eines F-104G Starfighters des Jagdgeschwaders 71 „Richthofen“ (25+77) auf Grund einer defekten Aufbäumregleranlage[44] die Kontrolle über das Luftfahrzeug. Dieses geriet ins Trudeln und stürzte in der Nähe von Leerhafe bei Wittmund ab. Der Pilot rettete sich mit dem Schleudersitz.[45][40]

- 15. April 1969 – Bei einem Nachprüfflug mit einem doppelsitzigen TG-104G Starfighter des Jagdgeschwaders 71 „Richthofen“ (27+32) ereignete sich ein Strömungsabriss im Verdichter auf Grund eines Fremdkörperschadens. Das Flugzeug stürzte ca. 5 km nordwestlich des Militärflugplatzes Wittmundhafen ab und wurde zerstört. Ein Pilot konnte sich mit dem Schleudersitz retten, der Rettungsausstieg des anderen Piloten erfolgte zu spät, er erlitt tödliche Verletzungen.[46][47][48]

- 15. September 1969 – Bei einem Nachtflug erlitt der Pilot eines F-104G Starfighters des Jagdgeschwaders 71 „Richthofen“ (23+80) eine räumliche Desorientierung. Das Flugzeug stürzte bei Petkum nahe Emden ab. Der Pilot erlitt tödliche Verletzungen.[49][50][51]

- 21. April 1970 – Wegen schlechtem Wetter am Heimatplatz Wittmundhafen wurde ein F-104G Starfighter (25+60) beim Nachtflugbetrieb des Jagdgeschwaders 71 „Richthofen“ zum Ausweichflugplatz Wildenrath umgeleitet. Beim Anflug auf Wildenrath war nur noch eine geringe Restmenge Kraftstoff vorhanden. Die Landung erfolgte mit hoher Geschwindigkeit. Nachdem das Flugzeug die Netzfanganlage am Ende der Landebahn durchbrach, rettete sich der Pilot mit dem Schleudersitz. Das Flugzeug kam mit irreparablen Beschädigungen auf einer Obstwiese außerhalb des Flugplatzes zum Stehen.[52][38][40]

- 18. März 1971 – Bei einem Anflug aus der Sichtflugplatzrunde des Militärflugplatzes Wittmundhafen überschoss der Pilot eines F-104G Starfighters des Jagdgeschwaders 71 „Richthofen“ (23+63) die Anfluggrundlinie. Er überzog das Flugzeug. Der Starfighter bäumte sich auf, geriet außer Kontrolle und stürzte kurz vor der Platzgrenze bei Middels-Osterloog ab. Der Pilot initiierte seinen Rettungsausstieg außerhalb der Leistungsgrenzen des Schleudersitzes. Er erlitt tödliche Verletzungen.[53][54][38]

- 8. März 1972 – In der Platzrunde des Fliegerhorstes Wittmundhafen ereignete sich bei einem F-104G Starfighter des Jagdgeschwaders 71 „Richthofen“ (23+89) ein Strömungsabriss im Verdichter des Triebwerks, der durch einen Fremdkörperschaden verursacht wurde. Der Pilot verlor die Kontrolle über das Flugzeug und rettete sich mit dem Schleudersitz. Der Starfighter stürzte bei Ardorf ab.[55][56][38][57][40]

- 12. März 1973 – Bei einem „Touch-and-go“ eines doppelsitzigen TF-104G Starfighters des Jagdgeschwaders 71 „Richthofen“ (27+28) auf dem Militärflugplatz Jever wurde das Fahrwerk zu schnell wieder eingefahren. Das Flugzeug sackte durch und rutschte auf dem Bauch über die Landebahn. Nachdem es zum Stehen gekommen war, stiegen beide Piloten unverletzt aus. Eine Reparatur war unwirtschaftlich, daher wurde der Starfighter ausgesondert.[58][59]

- 1. Juni 1973 – Unmittelbar nach dem Start vom Militärflugplatz Memmingen trat bei einem F-104G Starfighter des Jagdgeschwaders 71 „Richthofen“ (23+52) ein Strömungsabriss im Verdichter des Triebwerks auf, der sich nicht beheben ließ. Der Pilot rettete sich mit dem Schleudersitz. Das Flugzeug stürzte rund 4 km in Verlängerung der Startbahn bei Westerheim ab und wurde zerstört. Ursache war ein Fremdkörperschaden durch einen Ableiter für elektrostatische Ladungen, der sich am Bugfahrwerk gelöst hatte und vom Triebwerk angesaugt worden war.[60][61][62]

- 2. Oktober 1975 – Bei einem Trainingsflug über der Nordsee vernahm die Besatzung einer F-4F Phantom des Jagdgeschwaders 71 „Richthofen“ (38+19) einen lauten Knall. Zeitgleich wurden Überhitzungs- und Feuerwarnungen für beide Triebwerke angezeigt. Der Rottenflieger bestätigte einen Brand des rechten Triebwerks. Die Besatzung gab das Flugzeug in 15.000 Fuß Flughöhe auf und betätigte die Schleudersitze. Die Phantom stürzte 40 km nordwestlich Helgoland ins Meer. Die Besatzung wurde nach 22 Minuten unverletzt aus ihren Schlauchbooten gerettet.[63][64]

- 16. Mai 1976 – Auf dem Hinflug zur Teilnahme an einem Tag der offenen Tür auf dem Heeresflugplatz Celle kollidierte die Nummer drei einer Formation von vier F-4F Phantom des Jagdgeschwaders 71 „Richthofen“ (37+59) in einer Flughöhe von 3.500 Fuß Höhe nahe des Dümmers mit einem Motorsegler Scheibe SF 25 C (D-KMJD), der sich auf einem Überlandflug von Borkum nach Porta Westfalica befand. Beide Luftfahrzeuge wurden zerstört und stürzten nahe Brockum ab. Die Piloten des Motorseglers, zwei Fluglehrer aus Schweinfurt, hatten keine Chance die Gefahr zu erkennen, da sich die Phantom mit hoher Annäherungsgeschwindigkeit von schräg hinten näherte. Sie starben bei der Kollision. Für die Besatzung der Phantom war der Motorsegler erst zu erkennen, als es für ein Ausweichmanöver zu spät war. Sie konnten sich mit ihren Schleudersitzen retten. Der Unfall löste eine Diskussion über die Notwendigkeit von Sichtflügen mit Strahlflugzeugen der Bundeswehr an Wochenenden aus.[65]

- 6. Juni 1977 – Bei einer Abfangübung in niedriger Höhe gegen niederländische Northrop F-5 im Tieffluggebiet 1 geriet eine F-4F Phantom des Jagdgeschwaders 71 „Richthofen“ (37+87) in einen unkontrollierten Flugzustand. Das Flugzeug stürzte bei Lastrup ab und wurde zerstört. Die Besatzung wurde beim Rettungsausstieg leicht verletzt.[66][67][64]

- 18. Juni 1979 – Bei einer steilen Kurve in niedriger Höhe über dem Heimatort des Waffensystemoffiziers geriet eine F-4F Phantom des Jagdgeschwaders 71 „Richthofen“ (38+71) außer Kontrolle und stürzte in Hagen, einem Ortsteil der Stadt Lage in ein Wohnhaus, welches in Flammen aufging und – ebenso wie das Flugzeug – zerstört wurde. Die Besatzung sowie fünf Bewohner des Hauses starben. Die Luftwaffenführung setzte danach Tiefflüge für 1 Woche aus.[68][69][70][64]

- 13. September 1979 – Eine F-4F Phantom des Jagdgeschwaders 71 „Richthofen“ (38+23) war als Schleppflugzeug für das Dart-Schleppziel (Dart) für ein Luftzielschießen über der Nordsee eingesetzt. Beim Rückflug bekam das Flugzeug Bodenberührung auf einer Sandbank und stürzte nahe der Insel Amrum ab. Der Waffensystemoffizier konnte sich mit dem Schleudersitz retten, der Pilot erlitt tödliche Verletzungen.[71][64][4]

- 21. April 1981 – Bei einer Abfangübung in niedriger Höhe verlor der Pilot einer F-4F Phantom des Jagdgeschwaders 71 „Richthofen“ (37+02) bei einer Faßrolle die Kontrolle über das Luftfahrzeug. Dieses stürzte bei Remels ab, beschädigte ein Haus und wurde zerstört. Es erfolgte kein Rettungsversuch, die Besatzung wurde tödlich verletzt.[72][73][4]

- 18. Juli 1981 – Im Sichtanflug auf den Flugplatz Goose Bay bekam eine von einer Besatzung des Jagdgeschwaders 71 „Richthofen“ geflogene  F-4F Phantom (38+22) ca. 45 km vor dem Platz Berührung mit der Wasseroberfläche des Lake Melville. Das Flugzeug wurde zerstört, die Besatzung tödlich verletzt. Zum Unfallzeitpunkt herrschte an der Unfallstelle extremes Glattwasser vor, bei dem der Übergang von Horizont und Wasseroberfläche nicht erkennbar war. Als Unfallursache wird von einer räumlichen Desorientierung der Besatzung ausgegangen.[74][64]

- 8. Februar 1982 – Bei einer Luftkampfübung mit vier Flugzeugen im Air Combat Maneuvering Instrumentation (ACMI)-Übungsgebiet vor der italienischen Insel Sardinien begann der Pilot einer F-4F Phantom des Jagdgeschwaders 71 „Richthofen“ (38+35) ein defensives Manöver in der Vertikalen in einer dafür nicht genügenden Höhe. Das Flugzeug schlug auf der Meeresoberfläche auf und wurde zerstört. Die Besatzung unternahm keinen Rettungsversuch und erlitt tödliche Verletzungen.[75][4][64]

- 31. Januar 1985 – Bei einem Luftkampfausbildungsflug kollidierten zwei F-4F Phantom des Jagdgeschwaders 71 „Richthofen“. Das Flugzeug mit dem Luftfahrzeugkennzeichen 37+95 stürzte auf die Halle eines Betriebes in einem an den Hafen angrenzenden Gewerbegebiet in Bremerhaven-Speckenbüttel. Flugzeug und Halle wurden zerstört. Der Pilot konnte sich mit dem Schleudersitz retten, während der Waffensystemoffizier und ein Arbeiter tödliche, fünf weitere Arbeiter zum Teil schwere Verletzungen erlitten. Das Flugzeug mit dem Luftfahrzeugkennzeichen 37+99 stürzte ins Watt der Wesermündung und wurde zerstört, seine Besatzung rettete sich mit den Schleudersitzen.[76][4]

- 24. März 1987 – Bei einer Luftkampfübung in mittlerer Höhe kollidierten zwei F-4F Phantom des Jagdgeschwaders 71 „Richthofen“ (37+27 & 38+15). Beide Kampfflugzeuge stürzten nördlich von Bremerhaven bei Langen ab. Die Besatzung der 38+15 wurde bei der Kollision tödlich verletzt, die Besatzung der 37+27 rettete sich mit den Schleudersitzen.[77][78][79][80][64]

- 4. Juni 1998 – Beim Tiefstflugtraining in Kanada flog eine F-4F Phantom des Jagdgeschwaders 71 „Richthofen“ (37+73) nördlich des Flugplatzes Goose Bay in Bäume auf der Kuppe eines Hügels ein und wurde zerstört. Der Rettungsausstieg des Piloten war erfolgreich, er erlitt leichte Verletzungen. Der Waffensystemoffizier, ein Austauschoffizier von der Royal Air Force, erlitt beim Katapultieren tödliche Verletzungen.[81][82][4][64][4][83]

Weitere Ereignisse mit Bezug zum „Richthofen-Geschwader“:
- Am 26. Juli 1990 verlor das Jagdgeschwader 71 „Richthofen“ einen Piloten bei einer Flugzeugkollision während einer Luftkampfausbildung, die Teil seiner Ausbildung zum Waffenlehrer in den USA war.[64]

- Seit 1991 nutzen auch Unternehmen den Fliegerhorst Wittmundhafen, um mit zivil zugelassenen ehemaligen Kampfflugzeugen Dienstleistungen für die Bundeswehr bereitzustellen, z. B. Zieldarstellung oder Schleppflüge mit Luftzielen. Zunächst war dies die amerikanische Firma Tracor Flight Systems, später BAE Systems und aktuell Top Aces. Die Piloten von Tracor Flight Systems waren ehemalige Militärpiloten der US-Streitkräfte. Auf Grund von Verbundenheit und Nähe zum Geschwader wurde die Niederlassung der Firma informell zuweilen als „713 Squadron“ bezeichnet, d. h. als dritte Staffel des Jagdgeschwaders 71 „Richthofen“.[4] Am Nachmittag des 11. Juli 1994 verlor die Firma Tracor eine F-100F Super Sabre (N-414FS). Diese war als Schleppflugzeug mit einem "Dart" Schleppziel für ein Luft-/Luftübungsschießen mit der Bordkanone für F-4F Phantom des Jagdgeschwaders 71 „Richthofen“ eingesetzt. Beim Rückflug vom Schießgebiet über der Nordsee flogen drei Phantom und das Schleppflugzeug in einer aufgelockerten Formation zum Militärflugplatz Wittmundhafen zurück. Die Sabre befand sich an der rechten Außenseite der Formation. Die Formation flog im Sinkflug auf 3.500 Fuß mit südöstlichem Steuerkurs zurück zur Küste der ostfriesischen Halbinsel und leitete nach Funkkontakt mit der Anflugkontrolle eine Rechtskurve nach Westen ein. In dieser Kurve befand sich die Sabre auf der Innenseite. Der Pilot der Sabre hielt seine relative Position zur Formation. Dazu reduzierte er den Schub und nahm eine Querlage zwischen 30 und 45 Grad ein. Zugleich vergrößerte sich der Nickwinkel des Flugzeuges auf ca. minus 10 Grad. Diese Fluglage wurde bis zum Aufschlag auf der Insel Nigehörn in der Elbmündung bei Neuwerk beibehalten. Das Flugzeug wurde zerstört, der Pilot erlitt tödliche Verletzungen. Der Horizont war bei vorherrschendem diesigen Wetter zum Unfallzeitpunkt am Übergang von Himmel zum Wasser kaum erkennbar. Vermutlich hat der Pilot der Sabre dadurch bedingt seine Fluglage falsch eingeschätzt.[84][85]

Das Jagdgeschwader 71 "Richthofen" war der letzte Verband, der für eine Umrüstung auf den Eurofighter vorgesehen war. Auf Grund der erheblichen Verzögerungen bei der Produktion und Auslieferung dieses neuen Waffensystems wurde die F-4F Phantom weitaus länger betrieben als ursprünglich vorgesehen. Zunehmendes Alter des Flugzeuges und die Belastungen beim Flugbetrieb in der Jagdrolle führten in den letzten Jahren des Betriebs zu einer Zunahme an Verschleiß und Störungen, die einen erheblich erhöhten Wartungsaufwand zur Folge hatten.
Darüber hinaus ereigneten sich beim Flugbetrieb des Geschwaders außergewöhnliche Zwischenfälle, von denen nachfolgend dargestellt werden:
- 24. April 1987 – Bei einem Ausbildungsflug hatte sich unbemerkt ein Ausrüstungsgegenstand gelöst und war bei den Luftkampfmanövern in den rückwärtigen, nicht einsehbaren Bereich des hinteren Cockpits gelangt. Als das hintere Kabinendach beim Zurückrollen nach der Landung geöffnet wurde, drückte die Stange des Pneumatikzylinders diesen harten Gegenstand in den Auslösemechanismus der Sitzkanone. Der Schleudersitz zündete und katapultierte den völlig überraschten Fluglehrer aus dem Flugzeug (37+43). Er landete unbeschadet mit dem Fallschirm neben dem Rollweg.[64]

- 1989 – Bei der Überführung vom F-4F Phantom des Jagdgeschwaders „Richthofen“ von Wittmund nach Goose Bay für das dortige Tiefstflugtraining ereigneten sich während der ersten Luftbetankung über dem Atlantik jenseits der britischen Insel zeitgleich Strömungsabrisse in den Verdichtern beider Triebwerke einer Phantom (38+14). Danach lief ein Triebwerk nur noch auf Leerlauf und das zweite konnte nur noch mit eingeschränkter Leistung betrieben werden. Unter kontinuierlicher Aufgabe von Flughöhe gelang der Besatzung gerade noch eine Notlandung auf dem nächstgelegen Flugplatz RAF Machrihanish (Campbeltown Airport) im Norden Schottlands. Beide Triebwerke mussten danach abgeschrieben werden. Als Ursache wurde festgestellt, dass aus einem mit Orangensaft gefüllten Trinkbeutel, den der Waffensystemoffizier auf einer Seitenkonsole im hinteren Cockpit abgelegt hatte, Saft ausgelaufen und in den zentralen Luftwerterechner der Phantom gelangt war. Die dadurch verursachte Fehlfunktion des Luftwerterechners führte zu einer falschen Einstellung der Klappen in den Lufteinlässen und damit zu einem unzureichenden Luftdurchsatz beider Triebwerke.[64]

- 12. Dezember 1991 – Bei einem Alarmstart der Alarmrotte des Jagdgeschwaders 71 „Richthofen“ feuerten unmittelbar nach dem Last Chance Check beide AIM-9 L Sidewinder-Raketen der linken Unterflügelstation einer F-4F Phantom (38+03). Diese flogen in den Schärfwall und brannten dort aus, ohne zu detonieren. Umherfliegende Teile verursachten einen Fremdkörperschaden am linken Triebwerk und beschädigten ein privates Fahrzeug auf einem angrenzenden Parkplatz. Ursache war ein gelockerter Kontakt in einem Stecker. So erhielt beim Einschalten der Kühlung des Suchkopfes im Rahmen der Startvorbereitungen nicht nur dieser Stromkreis Spannung, sondern zugleich auch die Zündstromkreise der Raketenmotoren.[64]